# Barly (Somme)
Barly és un municipi francès situat al departament del Somme i a la regió dels Alts de França. L'any 2007 tenia 153 habitants.

## Demografia

### Població
El 2007 la població de fet de Barly era de 153 persones. Hi havia 64 famílies de les quals 20 eren unipersonals (20 dones vivint soles i 20 dones vivint soles), 20 parelles sense fills, 20 parelles amb fills i 4 famílies monoparentals amb fills.
La població ha evolucionat segons el següent gràfic:
Habitants censats

### Habitatges
El 2007 hi havia 81 habitatges, 68 eren l'habitatge principal de la família, 7 eren segones residències i 6 estaven desocupats. Tots els 81 habitatges eren cases. Dels 68 habitatges principals, 58 estaven ocupats pels seus propietaris, 9 estaven llogats i ocupats pels llogaters i 1 estava cedit a títol gratuït; 2 tenien dues cambres, 6 en tenien tres, 17 en tenien quatre i 44 en tenien cinc o més. 44 habitatges disposaven pel capbaix d'una plaça de pàrquing. A 42 habitatges hi havia un automòbil i a 14 n'hi havia dos o més.

### Piràmide de població

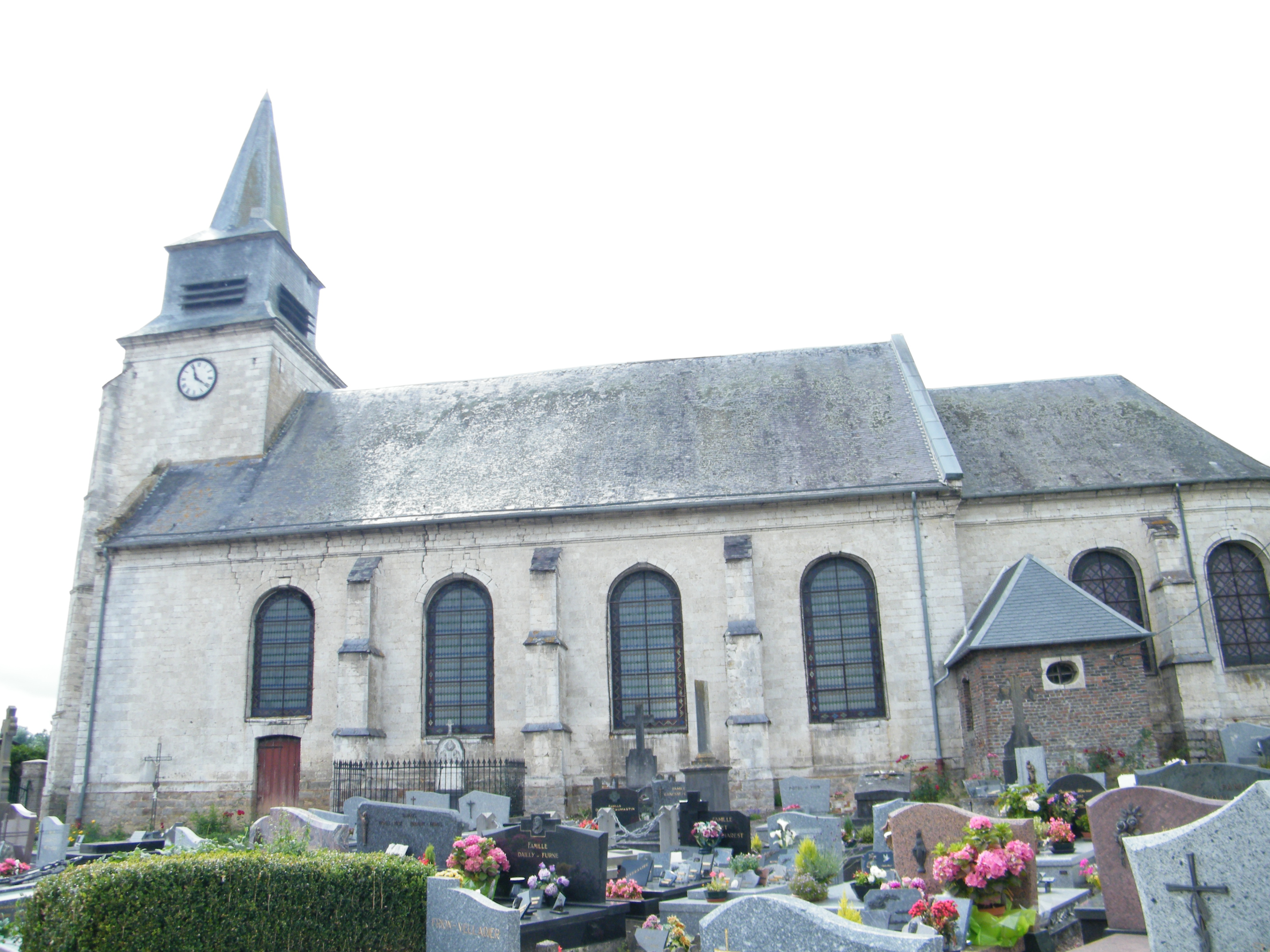

La piràmide de població per edats i sexe el 2009 era:
| Homes | Edats   | Dones |
| ----- | ------- | ----- |
| 0     | 95 o +  | 0     |
| 0     | 90 a 94 | 0     |
| 0     | 85 a 89 | 4     |
| 4     | 80 a 84 | 0     |
| 0     | 75 a 79 | 8     |
| 12    | 70 a 74 | 4     |
| 4     | 65 a 69 | 8     |
| 4     | 60 a 64 | 8     |
| 0     | 55 a 59 | 0     |
| 12    | 50 a 54 | 8     |
| 4     | 45 a 49 | 4     |
| 16    | 40 a 44 | 4     |
| 4     | 35 a 39 | 4     |
| 0     | 30 a 34 | 4     |
| 0     | 25 a 29 | 8     |
| 4     | 20 a 24 | 4     |
| 4     | 15 a 19 | 0     |
| 8     | 10 a 14 | 4     |
| 16    | 5 a 9   | 4     |
| 0     | 0 a 4   | 0     |

## Economia

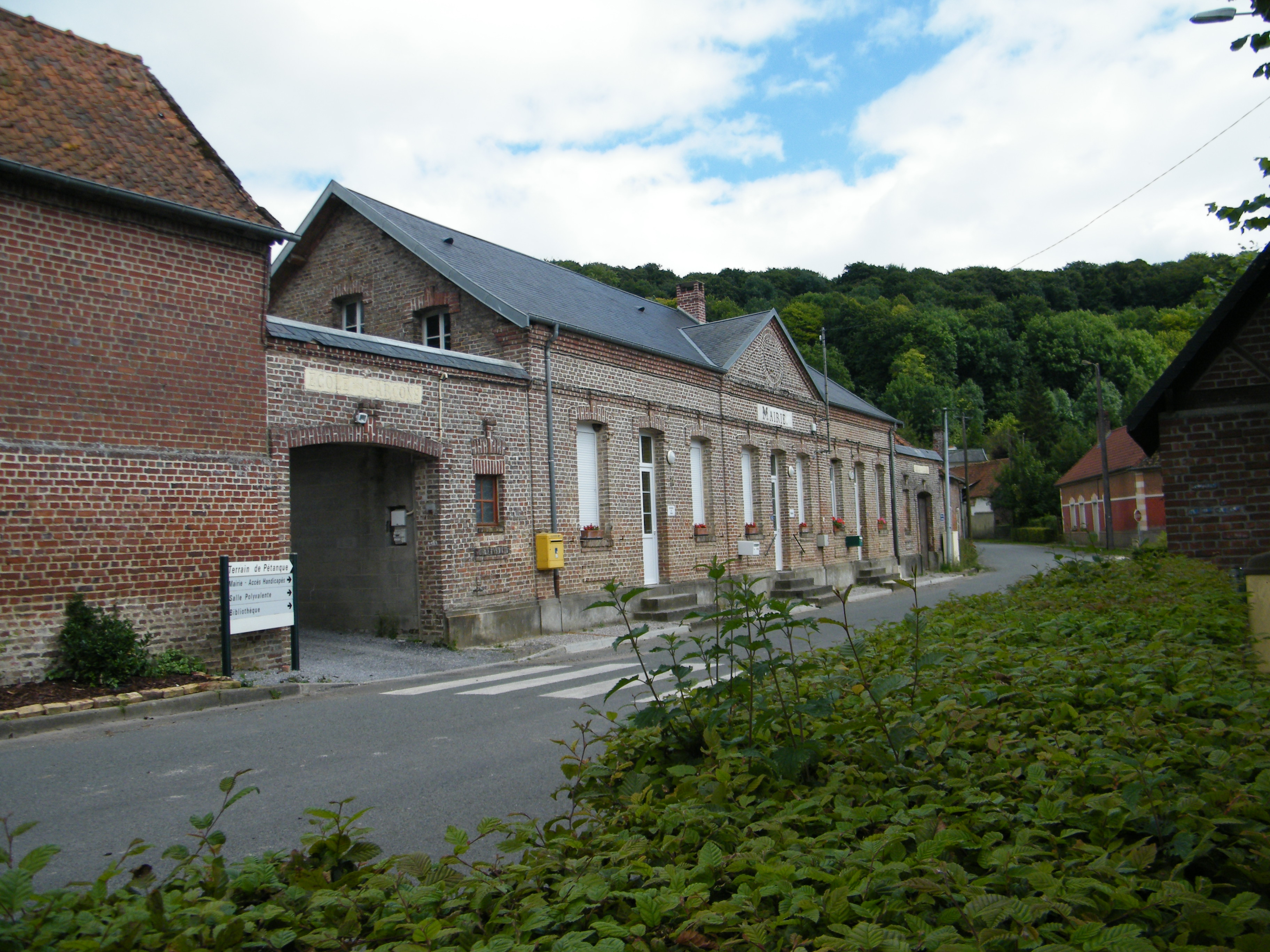
Ajuntament

El 2007 la població en edat de treballar era de 95 persones, 66 eren actives i 29 eren inactives. De les 66 persones actives 56 estaven ocupades (33 homes i 23 dones) i 10 estaven aturades (6 homes i 4 dones). De les 29 persones inactives 14 estaven jubilades, 10 estaven estudiant i 5 estaven classificades com a «altres inactius».

### Ingressos
El 2009 a Barly hi havia 72 unitats fiscals que integraven 175 persones, la mediana anual d'ingressos fiscals per persona era de 15.924 €.

### Activitats econòmiques
Dels 2 establiments que hi havia el 2007, 1 era d'una empresa de construcció i 1 d'una empresa de serveis.
L'únic servei als particulars que hi havia el 2009 era un guixaire pintor.
L'any 2000 a Barly hi havia 13 explotacions agrícoles.

## Poblacions més properes
El següent diagrama mostra les poblacions més properes.